# Miss Mer Méditerranée
Miss Mer Méditerranée est un concours de beauté ouvert autour de la méditerranéen destiné à promouvoir le bassin méditerranéen. 16 pays participent en 2006, et 17 au moins en 2007-2008.
Algérie, Albanie, Espagne, Égypte, France, Italie, Liban, Malte, Maroc, Tunisie, Grèce, Portugal, Turquie, Chypre, Croatie, Slovénie, Syrie, Monténégro.
Il ne faut pas confondre cette élection avec Miss Méditerranée élue à Chypre.